# Tojiali Boboyev
Tojiali Boboyevich Boboyev (uzb. cyr. Тожиали Бобоевич Бобоев; ros. Таджиали Бабаевич Бабаев, Tadżyali Babajewicz Babajew; ur. 10 marca 1908 w Margʻilonie, zm. 26 maja 1984 tamże) – młodszy sierżant Armii Czerwonej, Bohater Związku Radzieckiego (1945).
Pochodził z chłopskiej rodziny uzbeckiej, po ukończeniu szkoły podstawowej był tkaczem w Margʻilonie. Od marca 1943 w Armii Czerwonej, od maja 1943 na froncie wojny z Niemcami. Brał udział w wyzwoleniu Zagłębia Donieckiego spod niemieckiej okupacji. We wrześniu 1943 podczas walk o Konstantynówkę zabił ośmiu niemieckich żołnierzy i przyczynił się do powodzenia ataku na niemieckie pozycje. Potem brał udział w walkach nad Dnieprem, gdzie został ranny. Po wyleczeniu uczestniczył w dalszych walkach, m.in. w Polsce i wschodnich Niemczech jako żołnierz 1006 pułku piechoty 266 Dywizji Piechoty 5 Armii 1 Frontu Białoruskiego. 19 kwietnia 1945 wyróżnił się w walkach we wsi Ringenwalde k. Wriezen, gdzie zniszczył gniazdo niemieckich karabinów maszynowych i ubezpieczając tyłu do przybycia posiłków. 23 kwietnia 1945 w Berlinie brał udział w zajmowaniu Dworca Śląskiego, na którego budynku wywiesił czerwoną flagę. 31 maja 1945 Prezydium Rady Najwyższej ZSRR nadało Boboyevowi za męstwo, odwagę i bohaterstwo tytuł Bohatera ZSRR. Po demobilizacji w 1945 pracował w rodzinnym mieście, gdzie zmarł.

## Odznaczenia
- Złota Gwiazda (31 maja 1945)
- Order Lenina
- Order Wojny Ojczyźnianej II klasy
- Order Czerwonego Sztandaru
- Order Czerwonej Gwiazdy
- Medal „Za zwycięstwo nad Niemcami w Wielkiej Wojnie Ojczyźnianej 1941–1945”

I medale.